# Lužice (Ústí nad Labem)
Lužice é uma comuna checa localizada na região de Ústí nad Labem, distrito de Most.